# 欧弗朗斯
欧弗朗斯（法語：Auflance）是法国香槟-阿登大区阿登省的一个市镇，属于色当区卡里尼昂县。该市镇2009年时的人口为86人。

## 人口
欧弗朗斯人口变化图示
| 数据来源：INSEE |